# Icerya albolutea
Icerya albolutea är en insektsart som beskrevs av Cockerell 1898. Icerya albolutea ingår i släktet Icerya och familjen pärlsköldlöss.
Artens utbredningsområde är Nigeria. Inga underarter finns listade i Catalogue of Life.